# Comuna Lăpușnicu Mare, Caraș-Severin
Lăpușnicu Mare este o comună în județul Caraș-Severin, Banat, România, formată din satele Lăpușnicu Mare (reședința) și Moceriș.

## Fii ai satului
- Eftimie Gherman (n. 18 septembrie 1894 - d. 16 aprilie 1980), deputat social-democrat în Parlamentul României (1920-1938)

## Demografie
Componența etnică a comunei Lăpușnicu Mare
     Români (90,54%)
     Romi (1,19%)
     Alte etnii (0,14%)
     Necunoscută (8,13%)
Componența confesională a comunei Lăpușnicu Mare
     Ortodocși (83,46%)
     Baptiști (8,13%)
     Alte religii (0%)
     Necunoscută (8,41%)
Conform recensământului efectuat în 2021, populația comunei Lăpușnicu Mare se ridică la 1.427 de locuitori, în scădere față de recensământul anterior din 2011, când fuseseră înregistrați 1.647 de locuitori. Majoritatea locuitorilor sunt români (90,54%), cu o minoritate de romi (1,19%), iar pentru 8,13% nu se cunoaște apartenența etnică. Din punct de vedere confesional, majoritatea locuitorilor sunt ortodocși (83,46%), cu o minoritate de baptiști (8,13%), iar pentru 8,41% nu se cunoaște apartenența confesională.

## Politică și administrație
Comuna Lăpușnicu Mare este administrată de un primar și un consiliu local compus din 9 consilieri. Primarul, Ion Lala[*], de la Partidul Social Democrat, este în funcție din 1 noiembrie 2024. Începând cu alegerile locale din 2024, consiliul local are următoarea componență pe partide politice:
|  | Partid                          | Consilieri | Componența Consiliului | Componența Consiliului | Componența Consiliului |
|  | ------------------------------- | ---------- | ---------------------- | ---------------------- | ---------------------- |
|  | Partidul Social Democrat        | 3          |                        |                        |                        |
|  | Alianța pentru Unirea Românilor | 2          |                        |                        |                        |
|  | Partidul Național Liberal       | 2          |                        |                        |                        |
|  | Uniunea Salvați România         | 1          |                        |                        |                        |
|  | Forța Dreptei                   | 1          |                        |                        |                        |

## Legături externe

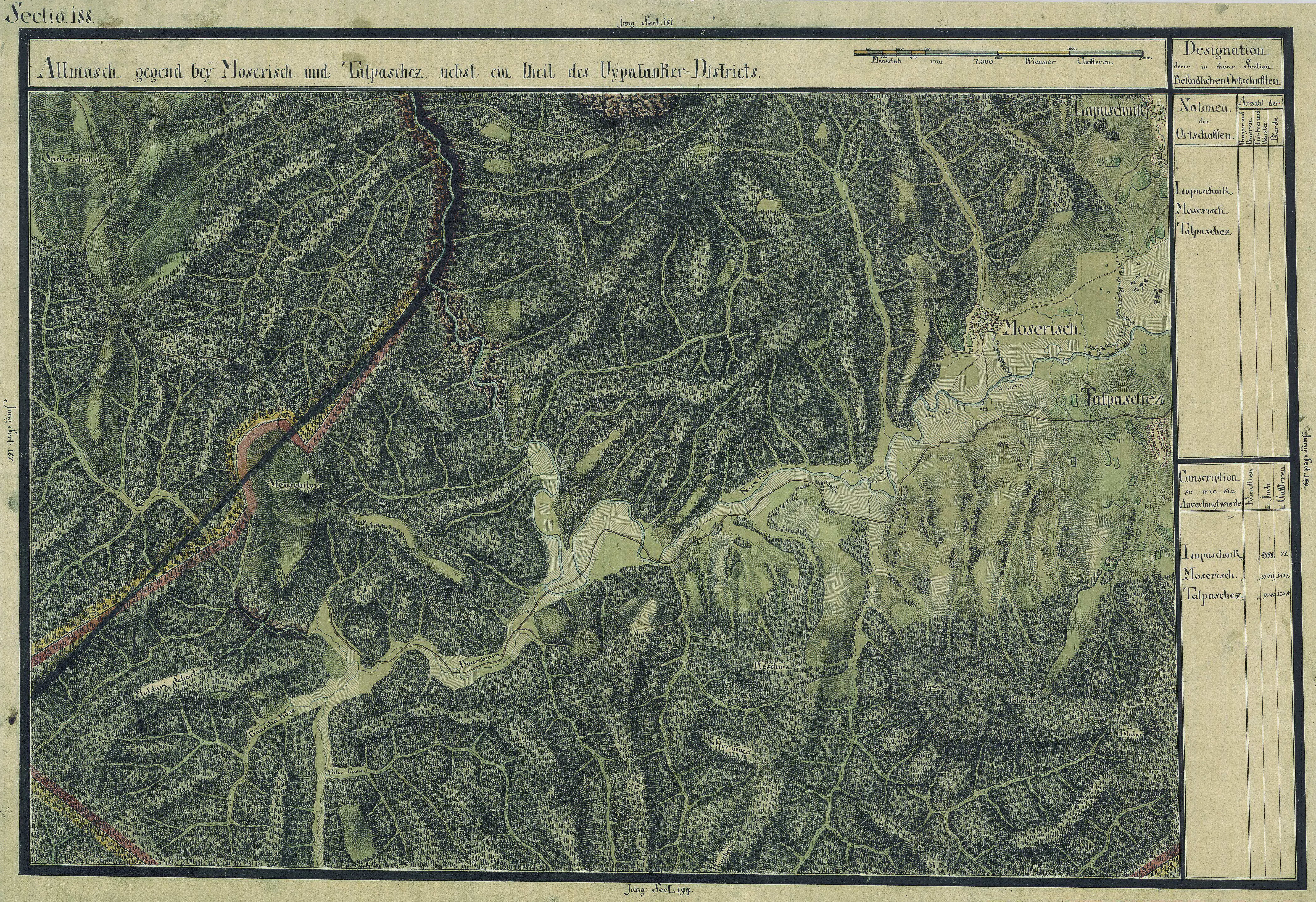
Lăpușnicu Mare în Harta Iosefină a Banatului, 1769-72